# Cora Stephan
Cora Stephan (Strang junto a Bad Rothenfelde, 7 de abril de 1951) es una escritora alemana de novela policíac
Creció en Osnabrück y terminó sus estudios de ciencias políticas, ciencias económicas e historia en Hamburgo y Fráncfort en 1973. Se doctoró con una tesis sobre la socialdemocracia alemana del siglo XIX.
Fue profesora en la Universidad Johann Wolfgang Goethe de 1976 a 1984 y trabajó como editora, traductora y periodista en la radio y sobre todo para la redacción de Bonn del diario Der Spiegel. 
Reside entre Fráncfort y Laurac-en-Vivarais. 

## Premios
- 1983: Elisabeth-Selbert-Preis
- 2001 y 2004: Deutschen Krimipreis
- 2003: Radio Bremen Krimipreis

- Datos: Q71219
- Multimedia: Cora Stephan / Q71219